# Plesiospora globosa
Plesiospora globosa är en svampart som beskrevs av Drechsler 1971. Plesiospora globosa ingår i släktet Plesiospora, divisionen sporsäcksvampar och riket svampar.   Inga underarter finns listade i Catalogue of Life.